# Josep Faulí i Olivella
Josep Faulí i Olivella   (Barcelona, 8 de setembre de 1932 - Barcelona, 6 d'octubre de 2006) fou un periodista, escriptor, professor i crític literari català.

## Biografia
Va ser el primer director del diari Avui, el 1976. Des d'aquest rotatiu, Faulí va ser un dels impulsors de la recuperació del català als mitjans de comunicació després de la dictadura. Va col·laborar en altres mitjans, com La Vanguardia, la revista Serra d'Or, Destino i Diari de Barcelona (on va ser crític de literatura durant 14 anys), i va ser director general de Mitjans de Comunicació de la Generalitat de Catalunya. També va ser professor titular dels estudis de Periodisme de la Universitat Pompeu Fabra.
Va publicar l'estudi Els primers anys d'Òmnium Cultural, un repàs sobre els socis més destacats que han integrat l'entitat durant quatre dècades.
Entre les seves obres, també destaca El pensament polític de Jordi Pujol (1980-1987), del qual l'expresident català n'és coautor, i Calaix de crític, Vida de Joan Prim, Converses amb deu líders, L'interludi tràgic 1939-1975, De Simenon a Maigret i Diccionari de catalans de ficció.
Faulí va rebre la Creu de Sant Jordi que atorga la Generalitat de Catalunya el 1992.
Morí a Barcelona a l'edat de 74 anys.